# The 80’s Album
The 80’s Album – kompilacja niemieckiej piosenkarki C.C. Catch, wydana w 2005 roku przez wytwórnię Edel Records. Składanka składa się z trzech płyt CD: 
- CD1 – nagrania z płyt: Catch the Catch i Welcome to the Heartbreak Hotel
- CD2 – nagrania z płyt: Like a Hurricane, Diamonds – Her Greatest Hits (3 premierowe) i Big Fun
- CD3 – wersje instrumentalne (karaoke) nagrań wydanych na singlach w latach 1985–1988

## Lista utworów[1]
| CD1 | CD1                                               | CD1     |
| Nr  | Tytuł utworu                                      | Długość |
| --- | ------------------------------------------------- | ------- |
| 1.  | „’Cause You Are Young (Maxi Version)”             | 4:46    |
| 2.  | „I Can Lose My Heart Tonight (Maxi Version)”      | 5:53    |
| 3.  | „You Shot A Hole In My Soul (Maxi Version)”       | 5:16    |
| 4.  | „One Night’s Not Enough”                          | 3:21    |
| 5.  | „Strangers By Night (Maxi Version)”               | 5:42    |
| 6.  | „Stay (Maxi Version)”                             | 5:47    |
| 7.  | „Jump In My Car (Maxi Version)”                   | 4:32    |
| 8.  | „You Can Be My Lucky Star Tonight (Maxi Version)” | 5:16    |
| 9.  | „Heartbreak Hotel”                                | 3:33    |
| 10. | „Picture Blue Eyes”                               | 3:30    |
| 11. | „Tears Won’t Wash Away My Heartache”              | 4:19    |
| 12. | „V.I.P. (They’re Callin’ Me Tonight)”             | 3:27    |
| 13. | „You Won’t Run Away From It”                      | 3:27    |
| 14. | „Heaven And Hell”                                 | 3:39    |
| 15. | „Hollywood Nights”                                | 3:10    |
| 16. | „Born On The Wind”                                | 3:50    |
| 17. | „Wild Fire”                                       | 3:40    |
| 18. | „Stop – Draggin’ My Heart Around”                 | 3:07    |
|     |                                                   | 1:16:15 |

- Nagranie 13. („You Won’t Run Away From It”) to nagranie „You Can’t Run Away From It” (w tym wydaniu popełniono błąd w zapisie tytułu tego utworu).

| CD2 | CD2                                        | CD2     |
| Nr  | Tytuł utworu                               | Długość |
| --- | ------------------------------------------ | ------- |
| 1.  | „Good Guys Only Win In Movies”             | 3:49    |
| 2.  | „Like A Hurricane”                         | 3:13    |
| 3.  | „Smoky Joe’s Café”                         | 3:41    |
| 4.  | „Are You Man Enough”                       | 3:36    |
| 5.  | „Don’t Be A Hero”                          | 3:32    |
| 6.  | „Soul Survivor”                            | 3:13    |
| 7.  | „Midnight Gambler (Long Version)”          | 4:29    |
| 8.  | „Don’t Wait Too Long”                      | 3:22    |
| 9.  | „Dancing In Shadows”                       | 3:34    |
| 10. | „House Of Mystic Lights (Radio Swing Mix)” | 3:02    |
| 11. | „Don’t Shoot My Sheriff Tonight”           | 3:05    |
| 12. | „Do You Love As You Look”                  | 3:30    |
| 13. | „Backseat Of Your Cadillac”                | 3:22    |
| 14. | „Summer Kisses”                            | 3:50    |
| 15. | „Are You Serious”                          | 3:05    |
| 16. | „Night In Africa”                          | 4:05    |
| 17. | „Heartbeat City”                           | 3:35    |
| 18. | „Baby I Need Your Love”                    | 3:01    |
| 19. | „Little By Little”                         | 3:04    |
| 20. | „Nothing But A Heartache”                  | 3:01    |
| 21. | „If I Feel Love”                           | 3:41    |
| 22. | „Fire Of Love”                             | 3:00    |
|     |                                            | 1:15:50 |

| CD3 (Karaoke CD) | CD3 (Karaoke CD)                             | CD3 (Karaoke CD) |
| Nr               | Tytuł utworu                                 | Długość          |
| ---------------- | -------------------------------------------- | ---------------- |
| 1.               | „’Cause You Are Young (Instrumental)”        | 3:27             |
| 2.               | „I Can Lose My Heart Tonight (Instrumental)” | 3:46             |
| 3.               | „Heartbreak Hotel (Instrumental”             | 3:33             |
| 4.               | „Heaven And Hell (Instrumental)”             | 3:37             |
| 5.               | „Are You Man Enough (Instrumental)”          | 3:36             |
| 6.               | „Soul Survivor (Instrumental)”               | 3:47             |
| 7.               | „House Of Mystic Lights (Instrumental)”      | 2:59             |
|                  |                                              | 24:45            |

## Autorzy[2]
- Muzyka: Dieter Bohlen
- Autor tekstów: Dieter Bohlen
- Śpiew: C.C. Catch